# Charles de Foucauld

Charles Eugène de Foucauld de Pontbriand (Strasbourg, 15. rujna 1858. – Tamanrasset, 1. prosinca 1916.), poznat i kao Mali brat Karlo, vikont od Foucaulda, konjički časnik Francuske vojske, istraživač, geograf, katolički svećenik, trapist i pustinjak koji je živio s Tuarezima u Sahari. Svetac je Katoličke Crkve. Njegov život i djelo potakli su osnivanje više svjetovnih i redovničkih zajednica, među inima i Isusove male braće.

## Životopis
Rođen je u plemićkoj obitelji. Zarana ostaje bez obaju roditelja, pa ga je odgajao majčin otac, pukovnik Beaudet de Morlet. Upisao je vojnu akademiju, a potom konjičku školu te je u 22. godini poslan u Alžir, gdje se pridružio Afričkom korpusu Francuske vojske. Ubrzo je napustio vojsku te prerušen u židova istražuje Maroko, tada zatvorenoga za Europljane, a svoja opažanja bilježi i objavljuje. Za istraživački rad Pariško geografsko društvo odlikuje ga svojom zlatnom medaljom. Zahvaljujući djedovoj ostavštini, živio je lagodan život i priređivao brojne zabave. Povratkom u domovinu, u listopadu 1886. u Parizu je pristupio sakramentu ispovijedi i vratio se u okrilje katoličanstva u kojemu je i bio odgojen. Nakon hodočašća u Svetu Zemlju i posjeta Nazaretu, ulazi u trapistički samostan te sedam godina živi u Siriji, a zatim četiri godine kao pustinjak boravi u Nazaretu, pod okriljem klarisa. 
Nakon svećeničkoga ređenja 1901. u Viviersu odlučuje otići u Béni Abbès i zasnovati družbu, no nitko mu se u tomu ne pridružuje. Živio je s Berberima, a potom i Tuarezima, učeći njihov jezik i kulturu, sastavivši pod pseudonimom prvi tuareško-francuski rječnik. Njegova se djela smatraju temeljnima za proučavanje tuareške kulture. Ubijen je 1. prosinca 1916. Zahvaljujući uspjehu njegova životopisa francuskoga književnika Renéa Bazina ubrzo se nakon smrti proširilo njegovo štovanje te je 1927. pokrenut i beatifikacijski postupak, koji je zaključen proglašenjem blaženim 2005.

## Ocjene
»Crkva u svijetu ne može rasti i dozrijevati ako nije svjesna kako su njezini skriveni korijeni u ozračju Nazareta. Tražeći 'posljednje mjesto', Charles de Foucauld je pronašao Nazaret. Na hodočašću u Svetu Zemlju najviše ga je pogodilo to mjesto. Nazaret mu je potpuno osvojio srce. Želio je nasljedovati Isusa u njegovoj šutnji, njegovu siromaštvu i radu. Htio je doslovce ostvariti Isusove riječi: 'Kada budeš pozvan, idi i sjedni na posljednje mjesto' (Lk 14, 10). Charles de Foucauld je hodajući tragovima 'otajstva Isusova života', našao radnika Isusa. Tako je ondje, u životu razmišljanja o Isusu, istodobno otvoren novi put za Crkvu. Postalo je to polazište ponovnoga otkrivanja siromašne Crkve. Novi zavjet ne započinje ni u hramu, ni na svetom brdu, nego u Djevičinoj kućici, u Radnikovu domu, u jednom zaboravljenom mjestu 'poganske Galileje', od kojega nitko nije očekivao ništa dobra. (Benedikt XVI.)«
»Vođen idealom potpunoga predanja Bogu, poistovjetio se s najmanjima, napuštenima u bespućima afričke pustinje. U tom okruženju Charles de Foucauld izrazio je želju osjećati se bratom svakoga čovjeka i zamolio je jednoga prijatelja: 'Molite se Bogu da zaista mogu biti bratom svih duša u ovim krajevima.' U konačnici želio je biti 'sveopći brat'. Ali samo poistovjećujući se s najmanjima, postao je brat sviju. (Franjo)«